# Casarilh
|  | Per a altres significats, vegeu «Casarilh (Vall d'Aran)». |

Casarilh (en francès Cazarilh) és un municipi francès situat al departament dels Alts Pirineus i a la regió d'Occitània.

## Demografia
| 1962                                       | 1968 | 1975 | 1982 | 1990 | 1999 | 2007 |
| ------------------------------------------ | ---- | ---- | ---- | ---- | ---- | ---- |
| 49                                         | 65   | 50   | 48   | 39   | 32   | 39   |
| Des de 1962: població sense dobles comptes |      |      |      |      |      |      |